# David Livingstone
David Livingstone (19. března 1813 Blantyre, Spojené království – 1. května 1873 Čitamba u jezera Bangweulu, Zambie) byl skotský misionář, lékař, cestovatel a bojovník proti otroctví. Byl jeden z nejpopulárnějších britských hrdinů viktoriánské éry konce 19. století. Proslavil se svými misionářskými a průzkumnými cestami ve středních oblastech Afriky mezi lety 1851 a 1873. Jeho práce a objevy měly důležitý vliv na postoje Západu k Africe.

## Život

### Mládí a studia
Narodil se v obci Blantyre ve skotském kraji Jižní Lanarkshire. Jeho rodina pocházela ze Skotské vysočiny, pravděpodobně z klanu MacLea. Otec byl podomním prodejcem čaje a učitelem v nedělní škole, své děti vedl k zájmu o náboženství. David byl druhým ze sedmi dětí a už od deseti let s bratrem pracoval více než deset hodin denně v textilní továrně. Měl velký zájem o přírodu a vědu, po večerech četl filozofické a náboženské spisy. Pod vlivem knihy misionáře Karla Gützlaffa přesvědčil otce, že jako lékař bude moci šířit náboženskou víru ve vzdálených koutech lidské civilizace. V roce 1836 nastoupil na univerzitu v Glasgow, kde studoval řečtinu, náboženství a lékařství. V říjnu 1837 se přihlásil do Londýnské misijní společnosti a absolvoval přípravu pro misionářskou práci včetně výuky řečtiny, latiny, hebrejštiny a teologie. Současně pokračoval ve studiu medicíny v Londýně, přičemž jeho kurzy zahrnovaly lékařskou praxi, porodní asistenci a botaniku. Studia ukončil v listopadu 1840, kdy získal licenciát lékařské fakulty v Glasgow a byl vysvěcen na služebníka církve jako misionář.

### Cesty po Africe
Poté se vydal jako misionář do jižní Afriky šířit evangelium mezi domorodé obyvatelstvo. V březnu 1841 dorazil do Kapského města a odtud se vydal do Kurumanské misijní stanice. Podnikl několik průzkumných cest při hledání vhodného místa pro zřízení nových misijních stanic a v roce 1843 se zapojil do budování nového křesťanského střediska v oblasti zvané Mabotsa v Botswaně. V lednu 1845 se oženil s Mary Moffatovou, dcerou známého misionáře Roberta Moffata. Měli spolu šest dětí a manželka provázela Livingstona na jeho cestách po neznámých končinách jižní a střední Afriky až do své smrti.

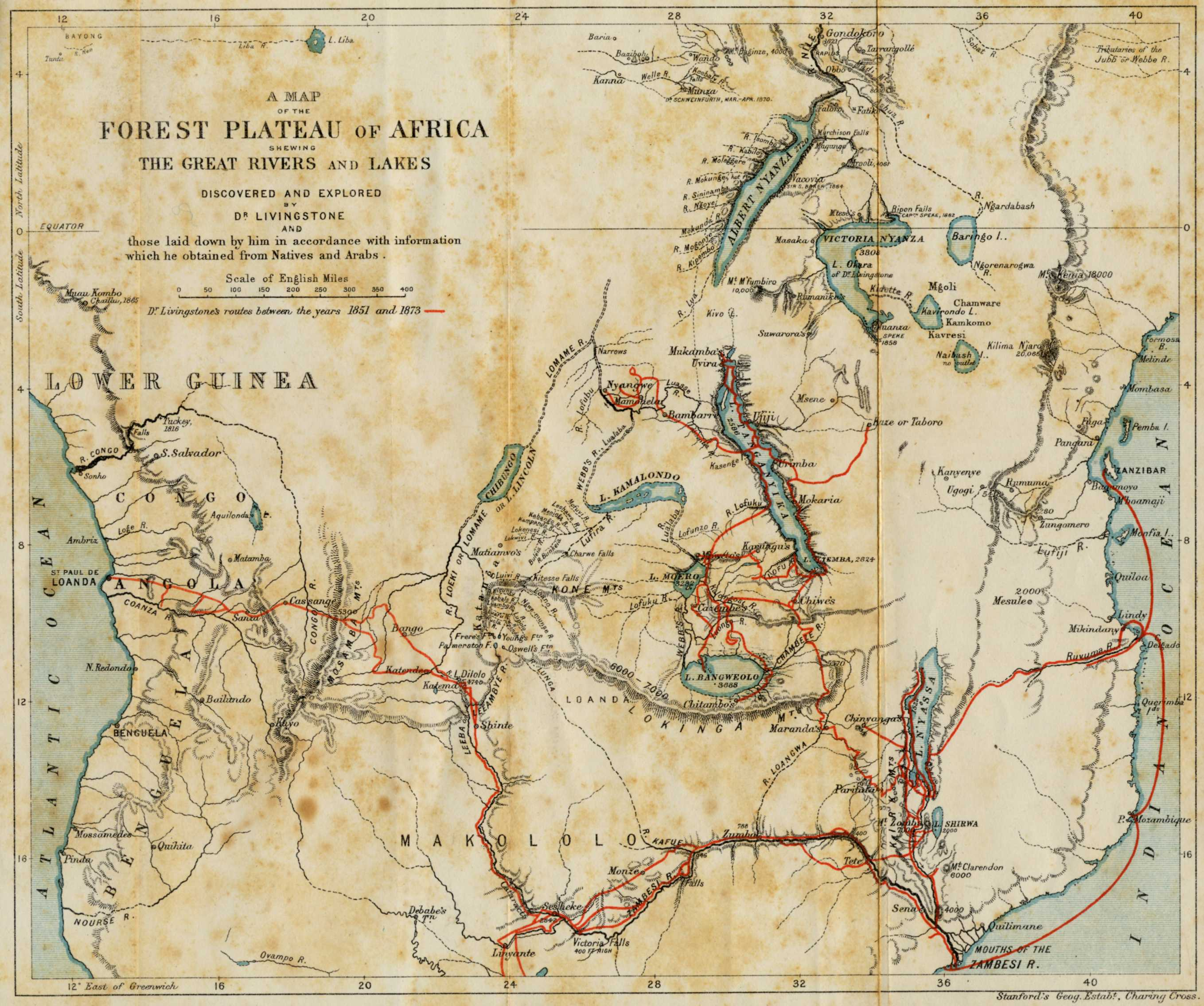
Trasy Livingstonových cest

Na svých misijních cestách prozkoumal řadu Evropanům neznámých oblastí a potlačoval otroctví. Jako první běloch přešel v roce 1849 poušť Kalahari, došel až k jezeru Ngami a pokračoval dále na sever až k řece Zambezi. V roce 1852 svou rodinu, která s ním sdílela náročnou cestu, poslal na zotavenou do Británie. Roku 1853 se Livingstone vydal na jednu ze svých nejdelších výprav, ze stanice Kuruman až do portugalského města Luanda na pobřeží Atlantského oceánu. Po strastiplné cestě tam dorazil v květnu 1854 a pokračoval směrem do vnitrozemí s cílem dosáhnout východního pobřeží. V roce 1856 výprava dosáhla města Quelimane v Mosambiku na pobřeží Indického oceánu. Během cesty Livingstone objevil vodopády, pojmenované na počest britské královny Viktoriiny vodopády a zmapoval většinu toku řeky Zambezi. Byl prvním Evropanem, který přešel Afriku napříč v její jižní části. Své zážitky z výprav v letech 1852 až 1856 popsal v knize Cesty a výzkumy v jižní Africe (1857), která v češtině vyšla ve zkrácené podobě pod názvem Napříč Afrikou roku 1924. Hlavním cílem Livingstonových náboženských misí ve střední Africe bylo nejen šíření křesťanství, ale především zrušení obchodu s otroky prostřednictvím vybudování obchodních cest a rozvoje obchodu. Jeho motto – nyní napsané na jeho soše u Viktoriiných vodopádů – bylo "Křesťanství, obchod a civilizace". Byl také velkým lingvistou a uměl komunikovat s domorodými národy v jejich vlastním jazyce.
V prosinci 1856 se vrátil do Británie, kde mu Královská geografická společnost udělila zlatou medaili. V roce 1857 se rozešel s Londýnskou misijní společnosti, která odmítala jeho návrhy na zřízení nových stanic severně od Zambezi a podporu obchodních aktivit. Byl jmenován konzulem Jejího Veličenstva pro oblast východního pobřeží Afriky a nezávislé okresy ve vnitrozemí. Livingstone byl nyní celebritou, žádaným veřejným řečníkem, byl zvolen do Královské společnosti. Pro své plány získal veřejnou podporu a vláda mu poskytla finance na další expedici, aby prozkoumal potenciál britského obchodu přes Zambezi.
V roce 1858 se ve společnosti manželky a bratra Charlese vydal na velkou výpravu. Na lodi Pearl plul po Zambezi až k jezeru Malawi (Ňasa). V roce 1862 získal finanční prostředky na náhradní říční parník Lady Nyasa, speciálně navržený pro plavbu po jezeře Malawi, zkoumal řeku Ruvuma a proti proudu řeky Shire dorazili do Chibisy a k Murchisonovým vodopádům. Mezitím Mary Livingstonová zemřela v březnu 1862 na malárii. V roce 1864 vláda expedici Zambezi odvolala a v mnoha novinách byla hodnocena jako neúspěšná. Spolu s bratrem Charlesem napsal Narrative of an Expedition to the Zambezi and its Tributaries (Vyprávění o expedici k Zambezi a jejích kmenech), Londýn 1865.
V lednu 1866 začala Livingstonova poslední cesta s cílem objevit prameny Nilu. Od ústí řeky Ruvuma dorazil k jezeru Malawi, odkud pokračoval bažinami směrem k jezeru Tanganika. Po cestě ho postupně opouštěli jeho asistenti, jeho zdravotní stav se zhoršoval a vyskytly se falešné zprávy o jeho smrti. V listopadu 1867 dorazil k jezeru Mweru a jako první Evropan uviděl jezero Bangweulu. V roce 1869 nemocného Livingstona v džungli zachránili arabští obchodníci, ale při další cestě dostal zápal plic, onemocněl cholerou a na nohou měl tropické vředy. V červenci 1871 byl svědkem masakru, při kterém asi 400 Afričanů bylo zabito arabskými otrokáři na trhu Nyangwe na břehu řeky Lualaba. Otřesen tímto zážitkem upustil od svého cíle a cestoval nazpět k jezeru Tanganjika, kam dorazil nemocný v říjnu 1871.

### Setkání s Henry Stanleyem

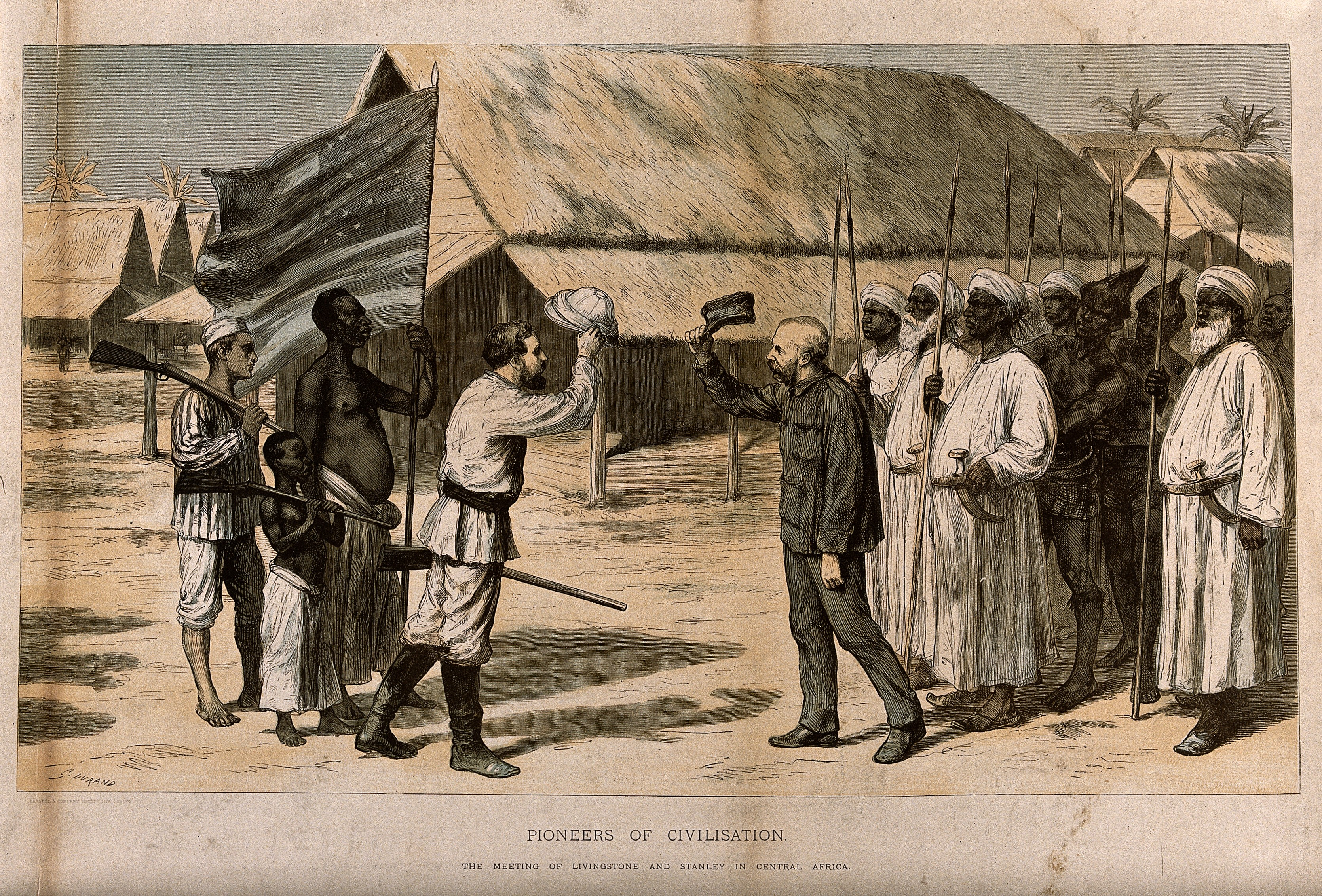
Setkání Davida Livingstona a Henryho Stanleye, rytina

Livingstone byl pro své krajany v Británii čtyři roky nezvěstný, ztratil kontakt s okolním světem a většinou byl nemocný. Našla ho záchranná výprava pod vedením Henry Morton Stanleyho, kterou v roce 1869 zorganizovaly noviny New York Herald. Stanley s Livingstonem se setkali ve vesnici Udžidži dne 10. listopadu 1871. Stanley na pozdrav vyslovil dnes již legendární větu: Doktor Livingstone, předpokládám? (Dr. Livingstone, I presume?).
Navzdory Stanleyho naléhání byl Livingstone odhodlán neopustit Afriku, dokud nebude jeho mise dokončena. Chtěl ještě dokončit výzkumy v zemi krále Kazemby a najít nilské prameny, ale na cestě podlehl vyčerpání.

### Smrt
Zemřel 1. května 1873 ve věku 60 let, jihovýchodně od jezera Bangweulu, v dnešní Zambii na malárii a vnitřní krvácení způsobené úplavicí. Jeho srdce údajně pohřbili u stromu, pod kterým zemřel. Toto místo je nyní známé jako Livingstonův památník. Mumifikované tělo společně s Livingstonovým posledním deníkem nesli domorodci asi 63 dní do pobřežního města Bagamoyo (cca 1600 km), odkud bylo odesláno do Anglie. Pohřben je ve Westminsterském opatství v Londýně.
H. Waller vydal Livingstonův deník z poslední expedice v knize The Last Journals of D. Livingstone in Central Africa (Poslední deník D. Livingstona ve střední Africe), Londýn 1874.

## Posmrtné připomínky

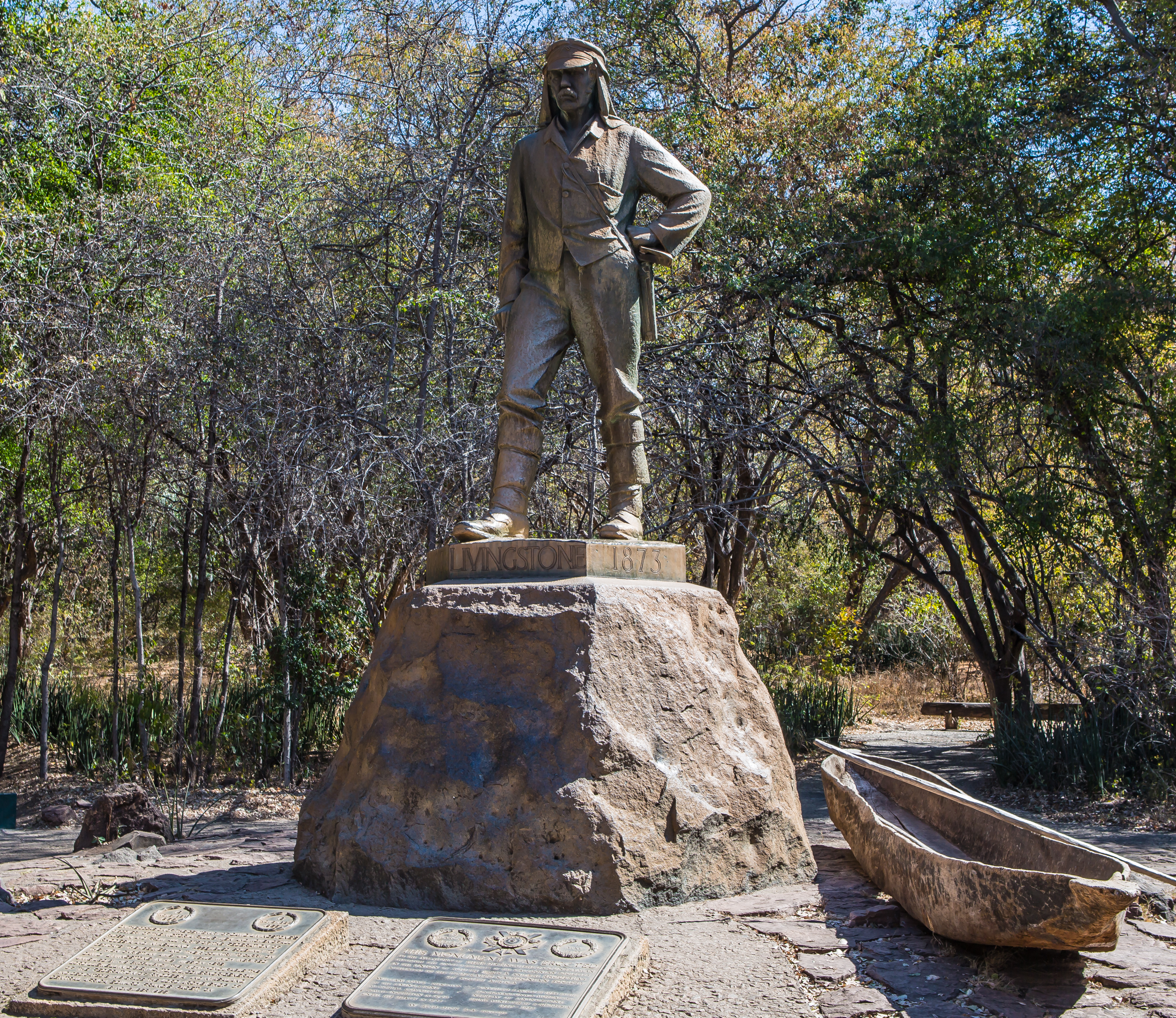
Livingstonův pomník u Viktoriiných vodopádů

- Na jeho památku jsou pojmenované Livingstonovy vodopády na řece Kongo a Livingstonovo pohoří (Kipengere) v Tanzanii
- Livingstonovy památníky jsou v Udžidži (Tanzanie), v Londýně, Glasgowu, Edinburghu, Blantyre (Spojené království), u Viktoriiných vodopádů (Zambie a Zimbabwe) a na Bahamách.

Byl vzorem pro doktora Emila Holuba, Miroslava Zikmunda a Jiřího Hanzelku.[zdroj?]